# Clarence Gatemouth Brown
Clarence Brown, conocido como Gatemouth, fue un guitarrista, violinista, cantante y armonicista de blues, nacido en Vinton, Luisiana (EE. UU.), el 18 de abril de 1924, y fallecido en Orange (Texas), el 11 de septiembre de 2005.

## Historial
Trasladado a Texas desde muy pequeño, sus primeras influencias fueron el "western swing" y las big bands de la zona. Se inició musicalmente en bandas del área de San Antonio (Texas), donde se instaló, tocando en un estilo muy cercano al de T-Bone Walker.
Comenzó, a partir de 1947, a grabar un buen número de discos en un estilo rhythm and blues muy californiano. A comienzo de los años 1960, tocó música cajún, con Buckwheat como pianista.

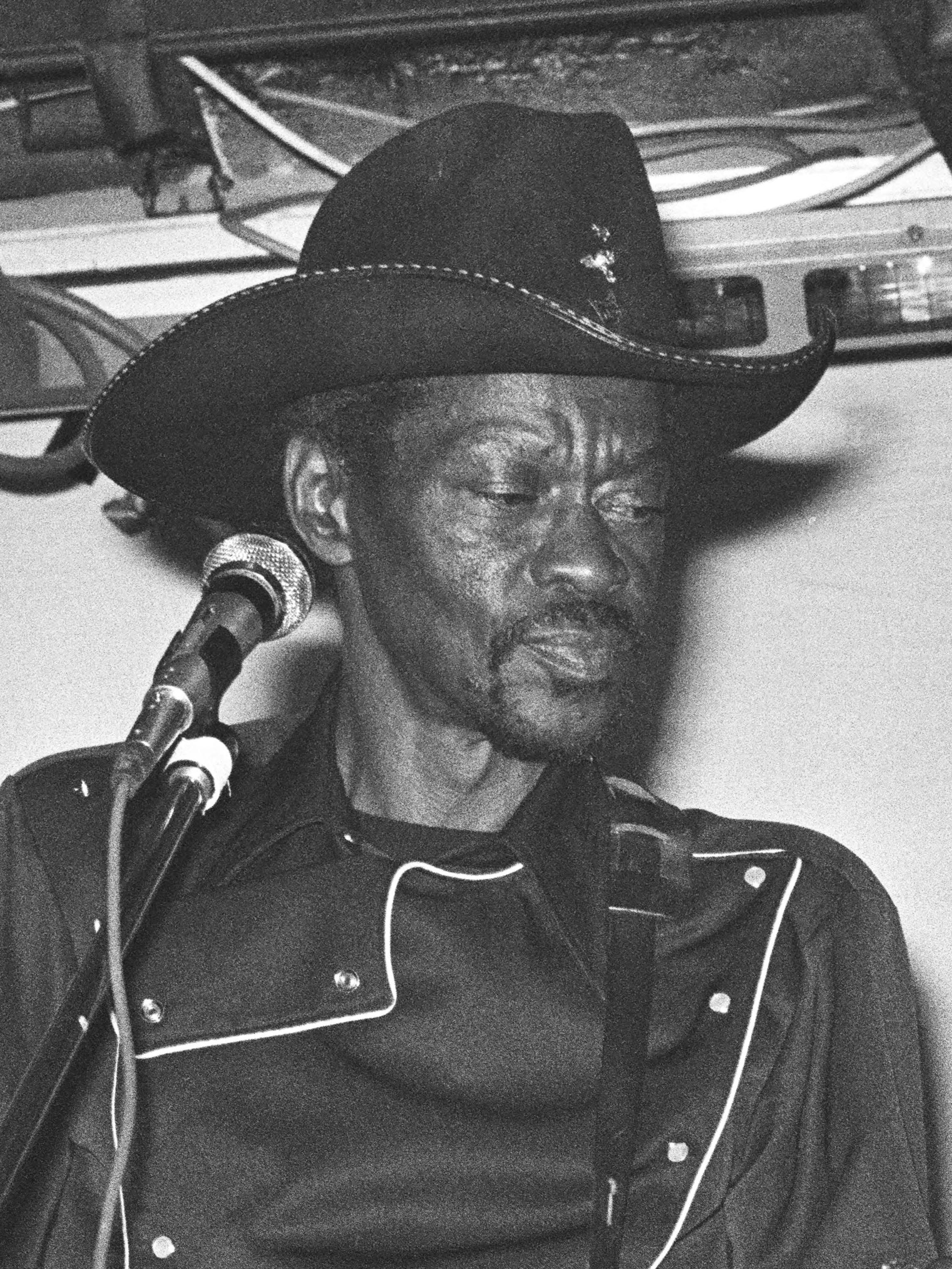
Clarence Brown, 1981

Obtuvo un gran éxito en Europa a partir de su presencia en el Chicago Blues Festival de 1971 y en el Festival de Jazz de Montreux, donde realizó dos shows el mismo día, uno con música country, y otro de blues, junto a B.B.King. A finales de la década de 1980, varias grabaciones con Rounder Records y Alligator Records, lo redescubrieron para el público americano y lo convirtieron en una figura reverenciada por el gran público.
Asentado en Slidell, junto a Nueva Orleans, sobrevivió milagrosamente al huracán Katrina (2004), aunque perdió su casa y sus bienes. Se refugió en casa de su hermano, en Texas, donde murió con 81 años.

## Estilo
Es un guitarrista imaginativo, muy expresivo a la vez que veloz, con composiciones tónicas llenas de humor, muy acorde con su estilo guasón como cantante. Como violinista es ecléctico y versátil, capaz de cultivar cualquier estilo.